# 竹東斷層
竹東斷層是北台灣的一條斷層，根據經濟部中央地質調查所2010年的資料，將竹東斷層列為存疑性活動斷層，該斷層位於竹東丘陵的東緣，東北西南走向，長約18km，於西南十四寮北側被斗煥坪斷層截斷。

## 外部連結
- 經濟部中央地質調查所  活動斷層分類準則[永久]
- 一看就懂台灣地理;黃美傳;遠足文化; 2011/05/12 [民 100]
- 臺灣活動斷層概論第二版;經濟部中央地質調查所發行[永久]